# Barbadisk dollar

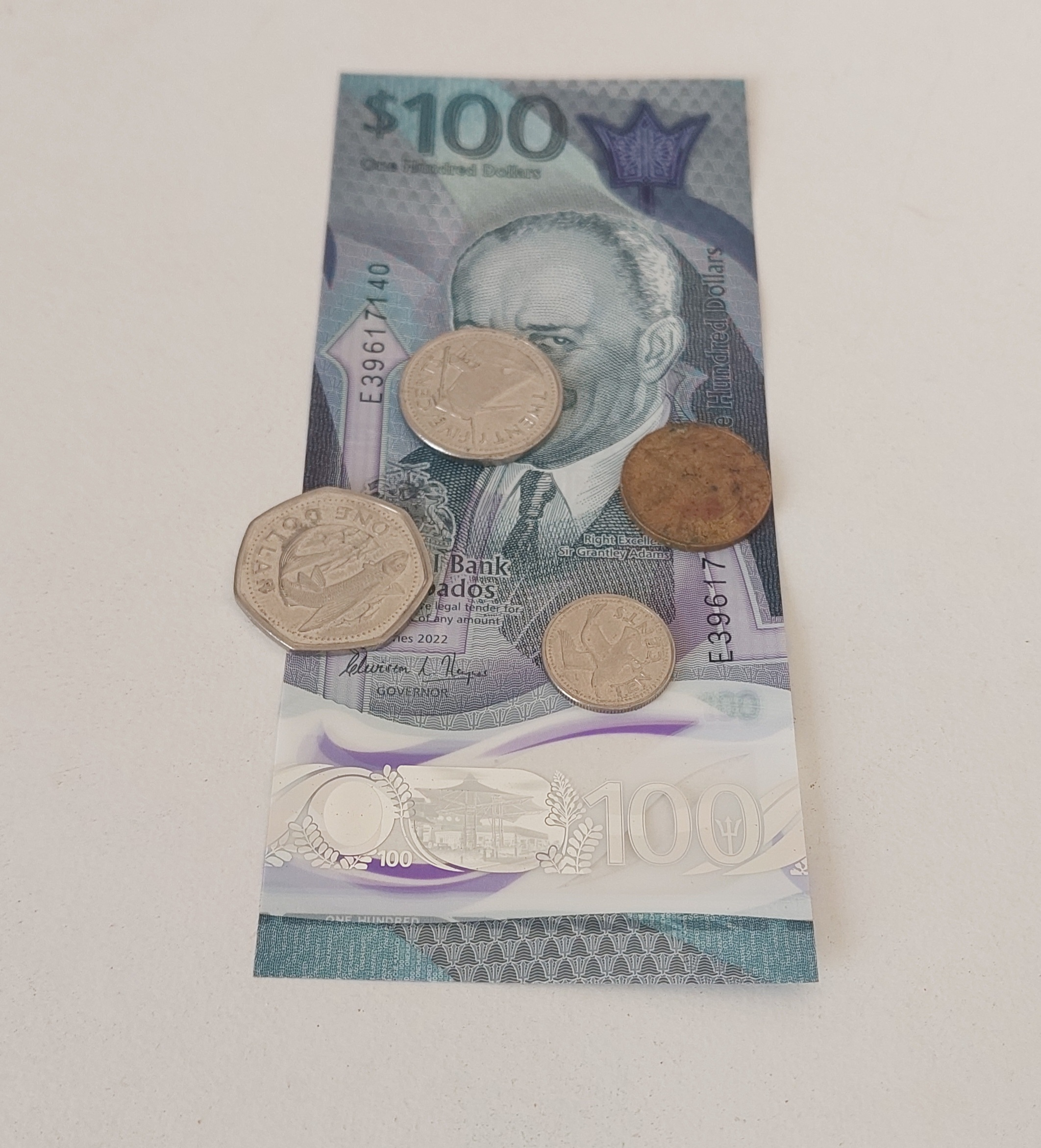
En barbadisk 100-dollarsedel med mynt.

Barbadisk dollar (Bds$ - Barbadian dollar) är den valuta som används i Barbados i Nordamerika. Valutakoden är BBD. 1 Dollar = 100 cents.
Valutan infördes under år 1972 och ersatte Östkaribisk dollar.
Valutan har en fast växelkurs till kursen 0,50 US dollar (USD $), det vill säga 2 BBD = 1 USD.

## Användning
Valutan ges ut av Central Bank of Barbados - CBBa som grundades 1972 och har huvudkontoret i Bridgetown.

## Valörer
- mynt: 1 Dollar
- underenhet: 1, 5, 10 och 25 cents
- sedlar: 2, 5, 10, 20, 50 och 100 BBD